# 中部アフリカ諸国銀行
中部アフリカ諸国中央銀行 (ちゅうぶアフリカしょこくちゅうおうぎんこう、フランス語：Banque des États de l'Afrique Centrale,BEAC) は、中部アフリカ6か国による中央銀行。CFAフランを発行している。1972年設立。本部はカメルーンの首都ヤウンデ。

## 構成国
- カメルーン
- 中央アフリカ共和国
- チャド
- 赤道ギニア
- ガボン
- コンゴ共和国